# Apatzingán
Apatzingán (nome completo: Apatzingán de la Constitución) è una città situata nello stato messicano del Michoacán. È la quarta città più grande dello stato (dopo Morelia, Uruapan e Zamora) e al 2010 ha una popolazione di 99.010 abitanti. È inoltre il capoluogo dell'omonimo comune, che al 2010 conta 123.649 abitanti.
Nel 1814 fu firmata qui la Costituzione di Apatzingán. In tempi più recenti, è balzata alle cronache per via della forte e potente presenza di cartelli della droga.